# Elseya branderhorsti
Elseya novaeguineae (Tiếng Anh: Branderhorst's turtle, Branderhorst's snapping turtle) là một loài rùa trong họ Chelidae. Loài này được Ouwens mô tả khoa học đầu tiên năm 1914. Loài này là loài đặc hữu của miền nam New Guinea, Tây Papua Indonesia và tỉnh Western Province của Papua New Guinea .